# Белов, Антон Сергеевич
Антон Сергеевич Белов (род. 29 июля 1986, Рязань) — российский хоккеист, защитник, воспитанник челябинского хоккея. Заслуженный мастер спорта России (2014). Чемпион мира 2014 года, двукратный обладатель Кубка Гагарина 2015 и 2017 в составе СКА.

## Карьера
Воспитанник челябинских хоккейных школ: «Трактора» и «Мечела». В высшем дивизионе (данные включая за «Авангард»): 315 матчей, 15 шайб, 52 передачи, 339 минут штрафа.
15 апреля 2012 года во время финальной серии плей-офф КХЛ, в допинг-пробе Белова было обнаружено «запрещенное вещество класса S6 б, которое, по всей видимости, попало в организм спортсмена при приеме несертифицированного спортивного питания». КХЛ отстранила хоккеиста от участия в учебно-тренировочных сборах и соревнованиях до принятия решения о наличии нарушения антидопинговых правил. По итогам заседания антидопингового комитета было решено отстранить Антона Белова на три месяца от учебно-тренировочных сборов и соревнований.
В июне 2012 года «Авангард» объявил о продлении контракта с Беловым ещё на два года.
Сезон 2012/13 для Белова стал лучшим в карьере. За 46 игр он забил 9 шайб и сделал 17 голевых передач, что позволило ему стать лучшим бомбардиром-защитником «Авангарда» по системе «гол+пас».
В сезонах 2009—2013 провел за «Авангард» 270 игр, забросил 19 шайб, сделал 55 передач, набрал 249 минут штрафа и показатель полезности «+54». Самый результативный защитник «Авангарда» по итогам чемпионата 2013 года — 9 шайб. Играл под № 77.
30 мая 2013 года Белов принял решение покинуть «Авангард» и продолжить карьеру в НХЛ. Он подписал контракт с клубом «Эдмонтон Ойлерз» сроком на один год.
16 ноября 2013 года в матче против «Калгари Флэймз» Белов установил свой личный рекорд по игровому времени за матч. Оно составило 23 минуты 48 секунд.
7 января 2014 года Белов вошёл в список игроков сборной России на Зимние Олимпийские игры 2014.
10 января 2014 года в домашнем матче против «Питтсбурга» Белов забросил свою первую шайбу в НХЛ, что помогло «Ойлерз» сравнять счёт в матче, а в последующем и выиграть его в овертайме 4:3.
В апреле 2014 года вернулся в КХЛ, подписав 4-летний контракт со СКА из Санкт-Петербурга. В составе СКА дважды выигрывал Кубок Гагарина в 2015 и 2017 годах.
В мае 2018 года продлил контракт со СКА на три сезона до 2021 года. 1 мая 2021 года, по истечении контракта, покинул клуб. 28 октября заключил пробный контракт с московским «Динамо». В мае 2022 года перешёл в «Авангард». В апреле 2023 года «Авангард» принял решение не продлевать контракт.

## Личная жизнь
Жена Елена. Дочь Таисия. Сын Лев. Сын Федор.

## Достижения
- Чемпион мира 2014.
- Серебряный призер чемпионата мира 2015
- Бронзовый призер чемпионата мира 2016, 2017
- Чемпион мира среди юниорских команд 2004.
- Серебряный призёр чемпионата мира среди молодёжных команд 2005.
- Победитель турнира Кубок Карьяла в сезоне 2007/2008
- Серебряный призёр чемпионата КХЛ сезона 2011/2012 в составе «Авангарда».
- Участник матча звёзд КХЛ 2013
- Обладатель Кубка Гагарина 2015
- Серебряный призер чемпионата России 2015
- Обладатель Кубка Гагарина 2017
- Чемпион России 2017
- Серебряный призер чемпионата России 2020
- Джентльмен на льду (КХЛ): 2017
- Самый полезный игрок сезона КХЛ: 2017

## Статистика
| Легенда | Легенда                    | Легенда | Легенда                   | Легенда | Легенда    |
| ------- | -------------------------- | ------- | ------------------------- | ------- | ---------- |
| И       | Количество проведённых игр | Штр     | Штрафное время            | +/−     | Плюс-минус |
| Г       | Голы                       | П       | Голевые передачи          | О       | Очки       |
| -       | Статистика неизвестна      | —       | Статистика не учитывалась |         |            |